# 埃尔维斯运算符
编程语言中，埃尔维斯运算符是一种二元运算符，常写为?:、or、||，如果第一操作数求值为真则返回其值，否则返回第二操作数的值。类似于带有“最后值”语义的短路求值。埃尔维斯运算符是受三元条件运算符 ? :启发而被提出的。因为埃尔维斯运算符表达式A ?: B近似于三元条件运算符A ? A : B。
埃尔维斯运算符得名于它的通常表示法?:，相似于埃尔维斯·普雷斯利（即“猫王”）的颜文字侧脸的额发，或者其他角度看相遇于他的得意的笑脸。
有一个相似的运算符是空值结合运算符，把布尔真值检查改为是否为空指针null。常写为??，如C#。

## 编程语言支持
- GNU C和C++的语言扩展，从2001年3月的GCC 2.95.3版本开始，三元运算符的第二操作数是可选的。[3]看起来这是最早的埃尔维斯运算符。[4]
- Apache Groovy的埃尔维斯运算符?:是个独特的运算符。[5]起自2007年12月的Groovy 1.5[6]。不同于GNU C和PHP，Groovy不是简单地允许三元运算符?:第二操作数可忽略，而是?:作为单独的二元运算符其间不能有空格符。
- 从PHP 5.3开始，允许三元运算符的中间部分可留空。[7] (June 2009).
- Fantom语言（英语：Fantom (programming language)）的?:二元运算符，比较第一操作数是否为null。
- Kotlin语言的埃尔维斯运算符的左操作数的值不为null则返回其值, 否则返回右操作数的值。[8] 常用于return，如：val foo = bar() ?: return
- Gosu语言（英语：Gosu (programming language)），?:运算符
- C#的安全导航运算符?.是一种埃尔维斯运算符，[9]。但C#的空值结合运算符??才是相当于别的语言的?:的埃尔维斯运算符。
- Adobe ColdFusion和CFML（英语：CFML）的埃尔维斯运算符是?:
- Xtend（英语：Xtend）有埃尔维斯运算符.[10]
- GoogleClosure Templates（英语：Google Closure Tools#Closure Templates）的埃尔维斯运算符是空值结合运算符，等效于isNonnull($a) ? $a : $b。[11]
- Swift的Nil结合运算符??[12]，例如(a ?? b).
- SQL的COALESCE函数，例如COALESCE(a, b)。
- Ballerina（英语：Ballerina (programming language)）的埃尔维斯运算符L ?: R[13]
- Clojure支持or[14]宏，如(or a b)。这是操作数个数可变的操作符而不是二元操作符，例如(or a b c d e)将返回第一个非假的操作数的值。
- Dart语言提供了??运算符
- JavaScript的空值结合运算符??，例如(a ?? b)[15]
- TypeScript从版本3.7开始[16]，如同JavaScript开始支持埃尔维斯运算符。
- Lua支持or[17]逻辑运算符，如(a or b).

## 类似的短路运算符OR
在Common Lisp, Clojure, Lua, Object Pascal, Perl, Python, Ruby, JavaScript等编程语言中, OR运算符（典型为||或or）都是短路行为：如果左操作数的值为真，则表达式结果为真，不再对右操作数求值。这被称作短路求值。
C/C++语言标准强制||和&&是短路求值运算符。